# Mosty (gmina w województwie białostockim)
Mosty – dawna gmina wiejska istniejąca do 1939 roku w województwie białostockim w Polsce (obecnie na Białorusi). Siedzibą gminy były Mosty Prawe.
W okresie międzywojennym gmina Mosty należała do powiatu grodzieńskiego w woj. białostockim. Według spisu powszechnego z 1921 roku, gminę zamieszkiwało 4488 osób, w tym 3609 (80%) Polaków, 846 (19%) Białorusinów, 16 Rosjan, 12 Litwinów i 5 Żydów.
Była to najdalej na wschód wysunięta gmina powiatu. Jednostka posiadała eksklawę (Bykówka) na terenie gminy Różanka w woj. nowogródzkim. Po utworzeniu w 1929 roku powiatu szczuczyńskiego, gmina Mosty – w przeciwieństwie do gminy Kamionka – pozostała w powiecie grodzieńskim, mimo że do Szczuczyna od Mostów Prawych było zaledwie 20 km, a do Grodna ponad 70 km.
16 października 1933 gminę Mosty podzielono na 14 gromad: Bojary, Bykówka, Cielmuki, Daszkowce, Hołynka, Mikielewszczyzna, Mosty osada fabryczna, Mosty osada kolejowa, Mosty Lewe, Mosty Prawe, Nowosiółki, Stefaniszki Małe, Stefaniszki Wielkie i Zaniemeńsk.
Po wojnie obszar gminy Mosty został odłączony od Polski i włączony do Białoruskiej SRR w ZSRR. 